# Bay Shore
Bay Shore es un lugar designado por el censo (o aldea) ubicado en el condado de Suffolk en el estado estadounidense de Nueva York. En el año 2000 tenía una población de 23.852 habitantes y una densidad poblacional de 1,746.9 personas por km².

## Geografía
Bay Shore se encuentra ubicado en las coordenadas 40°43′47″N 73°15′13″O / 40.72972, -73.25361. Según la Oficina del Censo, la ciudad tiene un área total de 15,8 km² (6,1 mi²), de la cual 13,7 km² (5,3 mi²) es tierra y 2,1 km² (0,8 mi²) (13.30%) es agua.

## Demografía
Según la Oficina del Censo en 2005 los ingresos medios por hogar en la localidad eran de $50,155, y los ingresos medios por familia eran $69,046. Los hombres tenían unos ingresos medios de $49,878 frente a los $39,851 para las mujeres. La renta per cápita de la localidad era de $29,437. Alrededor del 12.1% de la población estaban por debajo del umbral de pobreza.

### En inglés
- Bay Shore Chamber of Commerce: Town History
- Bay Shore NY Community web site
- Bay Shore Public Schools
- Southside Hospital
- Awixa & Penataquit Neighborhoods
- Awixa Castle
- Historical Photos. Archivado el 9 de febrero de 2005 en Wayback Machine.
- Bay Shore-Brightwaters Beautification Project
- Sagtikos Manor
- Sagtikos Manor Photos
- Bay Shore Historical Society
- Bay Shore - Brightwaters Rescue Ambulance, Inc.

- Datos: Q384692
- Multimedia: Bay Shore, New York / Q384692